# I Never Loved You Anyway
"I Never Loved You Anyway" é um compacto da banda irlandesa The Corrs, lançado em dezembro de 1997, a partir do álbum segundo álbum da banda Talk on Corners.

## Lista de faixas
1. "I Never Loved You Anyway" (Edit)
2. "What I Know" (Non-album track)
3. "I Never Loved You Anyway" (Acoustic)

## Desempenho nas paradas musicais
| Parada           | Melhor posição |
| ---------------- | -------------- |
| UK Singles Chart | 43             |
| ARIA Charts      | 31             |